# Eupithecia pinata
Eupithecia pinata là một loài bướm đêm thuộc họ Geometridae. Nó được tìm thấy ở Bắc Mỹ (bao gồm Arizona). Nó được miêu tả bởi Samuel E. Cassino năm 1925.